# 서울염강초등학교
서울염강초등학교(서울鹽江初等學校)는 대한민국 서울특별시 강서구 가양동에 있었던 공립 초등학교였다.

## 학교 연혁
- 1992년 12월 24일 : 교사 신축 착공
- 1994년 1월 5일 : 서울염강국민학교 설립 인가(22학급)
- 1994년 10월 26일 : 개교
- 1996년 3월 1일 : 서울염강초등학교로 교명 변경
- 2014년 10월 26일 : 개교 20주년
- 2020년 3월 1일 : 학생수 감소로 폐교[2]

## 참고 자료
- 서울염강초등학교 - 한국교육학술정보원 학교알리미